# Мария Сутич
Мария Ангелова Сутич, или Шутич, е българска революционерка, участничка в Априлското въстание, единствената жена в четата на Георги Бенковски. Наричат я Йонка, Ньонка, Нонка, Нона. Самата тя се подписва като Нонка Сутичува.

## Биография
Родена е през 1857 г. в семейството на абаджията Ангел Хаджипетков и Елена, в махалата Вароша в близост до църквата „Света Богородица“ в Татар Пазарджик. Учи в местното килийно училище, при учителя Илия Икономов. Като девойка е взета от роднинското семейство на Георги Консулов за домакинска помощничка.
Омъжва се за далматинеца от Дубровник Иван Сутич, който работи като специалист по изграждащата се тогава край Белово железопътна линия на барон Хирш. Преподава за кратко в училището в Голямо Белово.

## Революционна дейност
На 27 април 1876 г. Мария, заедно с мъжа си Иван Сутич, се включва в четата на Бенковски, което Захари Стоянов описва по следния начин: „— Запиши, че днес, на 27 априлий, с нашата чета се присъединява и госпожата на Ив. Шутича, Мария Ангелова, родом наша българка, на която името ще остане записано в историята – каза Бенковски на мене тържествено, понеже знаеше, че държа забележки.“
При разгрома на въстанието Мария, или Ньонка (Йонка), както я наричат четниците, се оттегля с мъжа си и останалите около Бенковски съратници към Стара планина.
Между с. Липен и Тетевен Мария е заловена, а Иван е убит. Тя е откарана в мрачните килии на Черната джамия в София. Там прекарва 3 месеца и само благодарение на застъпничеството на чуждестранни консули и най-вече на чуждото гражданство на мъжа ѝ тя е освободена. Според потомци в рода ѝ пазарджишките чорбаджии събират пари и откупват живота ѝ.

## След Освобождението
Останала вдовица, Мария се омъжва повторно за Димитър Овчаров, началник на пощата в кв. „Кършияка“ в Пловдив. Мария Сутич няма родени свои деца. Осиновява двете по-малки деца на втория си съпруг: син Борис Димитров Овчаров (р. 1898 г.) и дъщеря Мара Димитрова Овчарова (р. 1906 г.). На молбата ѝ да ѝ бъде отпусната народна пенсия тогавашното правителство отказва. Нещата се променят чак през 1929 г., когато Христо Пунев – мъж на нейната племенница, става депутат в Народното събрание. Той поставя въпроса за народните пенсии и всички поборници получават такива. До края на живота си Мария Сутич живее в Пловдив, където умира на 73-годишна възраст през декември 1932 г.

## Наследство
За разлика от Мария нейната сестра Теофана, има 4 деца с мъжа си Петър Иванов Тресоглавски: Анна, Георги, Олга и Янко. Георги работи в пощите и се жени за Райна Цикалова. Това са бабата и дядото на Антонина Стоянова.
На името на Мария Сутич е наименувана улица в Белово, а през 2007 г. президентът Георги Първанов открива неин паметник в Пазарджик 